# لارا شتوك
لارا شتوك (بالألمانية: Lara Stock)‏ هي لاعبة شطرنج ألمانية، ولدت في 26 مايو 1992 في فرايبورغ في ألمانيا.

## وصلات خارجية
- لارا شتوك على موقع الاتحاد الدولي للشطرنج (الإنجليزية)
- لارا شتوك على موقع مباريات الشطرنج (الإنجليزية)
- لارا شتوك على موقع 365Chess.com (الإنجليزية)
- لارا شتوك على موقع Chesstempo.com (الإنجليزية)
- لارا شتوك سجل أولمبياد الشطرنج للسيدات على موقع OlimpBase.org (الإنجليزية)